# Marymont Warszawa
RKS Marymont Warszawa – jeden z najstarszych klubów sportowych działających na terenie dzisiejszej Warszawy. Powstały w ówcześnie podwarszawskiej miejscowości Marymont (dziś część dzielnicy Żoliborz w Warszawie), jego historia sięga do 1911 roku. Jego terenami i obiektami przy ul. Potockiej 1 – stadionem piłkarskim, boiskami A i B, salami treningowymi oraz szatniami zarządza obecnie administrator terenu, OSiR Żoliborz.
Stadion, zbudowany w latach 50., liczy ok. 10 tys. miejsc oraz posiada trybunę krytą.

## Historia
Data 1911 związana jest z owianą legendą historią, według której pewna hrabina, ówczesna właścicielka terenów nad Wisłą (wówczas rozlewiska i łąki) widząc, że przychodzi tam młodzież, aby grać w piłkę oraz uprawiać inne sporty, postanowiła je odstąpić na cele sportowo-rekreacyjne. Na tych terenach będzie później istniał klub.
Właściwą działalność organizacyjno-sportową „Marymont” rozpoczął dopiero po odzyskaniu niepodległości i zakończeniu wojny polsko-bolszewickiej. Formalne zalegalizowanie działalności Klubu nastąpiło dopiero w latach 1923–1924, kiedy to został zatwierdzony jego statut. Od początku klub był blisko związany z demokratycznym nurtem ruchu robotniczego. Współtworzyli go działacze Polskiej Partii Socjalistycznej z Marymontu.
RKS Marymont był w 1925 roku jednym z 7 współzałożycieli Związku Robotniczych Stowarzyszeń Sportowych – czyli federacji PPS-owskich organizacji sportowych. Poza Marymontem ZRSS współzakładały 2 inne związane z PPS warszawskie kluby – RKS Skra (założony jako Sportowy Klub Robotniczo-Akademicki) i RKS Sarmata.
Wojna przerwała działalność klubu. Wielu zawodników i kibiców uczestniczyło w walce, najpierw w Robotniczych Batalionach Obrony Warszawy, później w antyfaszystowskiej konspiracji.
Od samego początku podstawową sekcją sportową była piłka nożna. Oprócz piłki nożnej w klubie można było, lub można w dalszym ciągu oglądać takie sekcje jak: piłka ręczna (1930 r. Mistrzostwo Warszawy), hokej na lodzie (1930 r. Mistrzostwo kl. „B”, awans do klasy „A”), tenis stołowy, siatkówka (kiedyś czołówka Polski, mężczyzn i kobiet), koszykówka, szermierka (szermierze wychowani w klubie wnieśli wielki wkład w rozsławieniu tej dyscypliny na planszach świata – byli wśród nich mistrzowie kraju, Europy, Świata, Igrzysk Olimpijskich: Witold Woyda, Lech Koziejowski, Ryszard Parulski, Adam Kaliński), narciarstwo, gimnastyki artystycznej, saneczkarstwo, kajakarstwo (kilka tytułów mistrzów Polski, oraz występy w igrzyskach olimpijskich – Górski, Kowalewski, Majda), żeglarstwo, szachy, a ostatnio nawet sekcje bowlingową. W okresie przedwojennym „Marymont”, jak wiele klubów, borykał się z wieloma problemami. W czasie wojny działalność klubu zostaje przerwana, a większość jego członków bierze udział w pracy konspiracyjnej. Klub ożywa na nowo w roku 1945, ówcześnie biorąc udział w konspiracyjnych Mistrzostwach Warszawy.
W roku 1955 zostaje oddany do użytku stadion klubowy przy ulicy Potockiej. W latach 1950–1957, a także później 1964–1973–1975 na skutek różnego rodzaju przeprowadzanych w sporcie reorganizacji, w wyniku których mogło dojść nawet do jego likwidacji. W tym czasie pod naciskiem władz administracyjnych, związkowych i sportowych odbywały się tzw. fuzje (połączenia) i zmiany nazw klubów np. po połączeniu SKS Warszawa i Spójni Warszawa przyjęto nazwę „Spójnia-Marymont Warszawa” – potem po połączeniu dwóch Zrzeszeń Sportowych „Ogniwa” i „Spójni” klub miał występować pod nazwą Sparta Warszawa.
W latach 1956–1957 czynione były próby likwidacji „Marymontu”. Odebrano klubowi obiekty przy ul. Wybrzeże Gdyńskie, a sekcję przydzielono pod tzw. opiekę zakładów pracy – potem włączono je do nowego klubu Spójnia Warszawa. Tylko dzięki postawie i uporczywym staraniom działaczy oraz całej sekcji piłki nożnej „Marymont” nie dopuszczono do zabrania klubowi stadionu, co pozwoliło na rozpoczęcie działalności na powrót jako R.K.S „Marymont”. W oparciu o stadion reaktywowano działalność sekcji siatkówki, hokeja na lodzie, szachowej. W ciągu niespełna roku „Marymont” zrzeszał ponad 500 członków w tym ok. 350 zawodników. W roku 1964 następuje połączenie z K.S „Syrena” Warszawa, a w 1973 z K.S „Łączność” Warszawa, w wyniku których powstaje silna sekcja łucznicza należąca do dziś do ścisłej czołówki krajowej i europejskiej. W roku 1970 R.K.S „Marymont” przejął łyżwiarstwo szybkie z CWKS „Legia” Warszawa, natomiast w 1975 r. łyżwiarstwo figurowe z W.K.K.F. „Ogniwo”. W minionym 45-leciu „Marymont” przechodził różne zmiany organizacyjne, co w znacznym stopniu wpłynęło na jego tożsamość.
Największe sukcesy piłkarzy Marymontu przypadły na lata 50. XX wieku, kiedy to występowali w II lidze w latach 1951–1953 (pod nazwą Spójnia) oraz 1955–58. Najbardziej udanymi okazały się rok 1952 (3 miejsce w grupie B (Warszawa-Łódź-Białystok-Olsztyn) II ligi – co dało im, według Jana Goksińskiego, 21. miejsce wśród wszystkich polskich drużyn) oraz rok 1955, kiedy to drużyna zajęła 9 miejsce w jednogrupowej już II lidze (i ponownie 21. miejsce w kraju według Goksińskiego).
W 1953 drużynę prowadził Kazimierz Górski, a w latach późniejszych grali w niej m.in. Paweł Kieszek, Michał i Marcin Żewłakowowie.
Marymont Warszawa jest złotym medalistą drużynowych mistrzostw Polski w łyżwiarstwie szybkim mężczyzn z 1978, a także mistrzostw Polski w łucznictwie z 1982, które odbyły się w Prudniku.
Aktualnie, na terenach i w okolicy klubu działa OSiR Żoliborz, kompleks basenów i gabinetów odnowy, kryte hale z kortami tenisowymi, 2 boiska do piłki nożnej i odremontowane w 2005 roku tory łucznicze, które są najnowocześniejszym tego typu obiektem w Polsce. Od 2010 roku tradycje sekcji łuczniczej kontynuuje Stowarzyszenie „Łuczniczy Marymont” zrzeszające trenerów i zawodników upadłego klubu.
Po sezonie 2006/2007 klub wycofał się z rozgrywek piłkarskich.
W 2016 roku reaktywowano sekcję piłkarską, która przyjęła nazwę Klub Sportowy Marymont 1911 Warszawa i od sezonu 2016/2017 występowała w rozgrywkach 3 grupy warszawskiej klasy B. W sezonie 2019/2020 KS Marymont 1911 nie przystąpił do rozgrywek, natomiast jego miejsce w klasie B zajął Klub Piłkarski Marymont Warszawa, do którego przeszło większość zawodników wcześniejszego klubu.

## Kontrowersje związane z datą powstania
W treści tej sekcji od 2013-12 występują prawdopodobnie wyrażenia zwodnicze, co nie jest zgodne z zasadami przyjętymi w Wikipedii.
Dokładniejsze informacje o tym, co należy poprawić, być może znajdują się w dyskusji tej sekcji.
 Po wyeliminowaniu niedoskonałości należy usunąć szablon {{Dopracować}} z tej sekcji.
Marymont jest czasem określany jako „najstarszy klub Warszawy” lub „pierwszy klub założony w Warszawie”, lecz określenie to jest niewłaściwe, a przedmiotem sporu jest przede wszystkim data 1911.
Po pierwsze, przed rokiem 1911 istniały już w Warszawie kluby sportowe, jednak żaden z nich nie przetrwał do dziś. Marymont nie jest więc pierwszym warszawskim klubem (od 1909 istniało Warszawskie Koło Sportowe, z którego wywodzi się tzw. pierwsza Polonia założona w 1911).
Po drugie, Marymont w tamtych czasach był jedynie podwarszawską miejscowością, i dopiero po wojnie został administracyjnie dołączony do Warszawy, przez co sam klub istnieje w Warszawie dopiero od lat powojennych.
Po trzecie, data 1911 określa jedynie rok, w którym tereny dzisiejszego klubu zostały przekazane na cele rekreacyjno-sportowe, natomiast nie została na nich wtedy jeszcze założona instytucja o charakterze klubu sportowego (to miało miejsce dopiero w roku 1924). Nie istnieje również żadna dokumentacja potwierdzająca datę 1911, jedynie z nielicznych publikacji prasowych z tamtego okresu można się dowiedzieć, że dzieci i młodzież na jego terenach uprawiała sport, niekoniecznie zorganizowany.
Po czwarte, przed rokiem 1924 nie istniała żadna drużyna rozgrywająca mecze międzyklubowe, której kontynuacją miałby być Marymont. Dla porównania istniejące do dziś drużyny Legii Warszawa i Polonii Warszawa uczestniczyły w międzyklubowych spotkaniach od 1916 (Legia, początkowo też poza Warszawą) i 1911 (Polonia), a jako zarejestrowane kluby działały odpowiednio od 1920 oraz 1915.
W II połowie lat 60. wiele klubów o robotniczych lub socjalistycznych tradycjach zostało postarzonych w celach propagandowych (np. Widzew Łódź, Zagłębie Sosnowiec) i właśnie wtedy uczyniono podobnie z Marymontem, doszukując się jego początków w 1911 roku (głównie ze względu na chęć wskazania drużyny starszej niż kojarzona z przedwojenną intelektualną Warszawą Polonia). Jeżeliby jednak uznać nawet, że data istnienia klubu jest liczona od pierwszych zapisków o działalności sportowej na jego terenie, to równie łatwo jest cofnąć daty w przypadku Polonii Warszawa (wywodzi się z Warszawskiego Koła Sportowego, ustanowionego w 1909, działającego już nieformalnie jakiś czas wcześniej) lub Legii Warszawa (drużyna w legionach została założona w 1915, lecz już wcześniej żołnierze grywali w piłkę).

## Zawodnicy i trenerzy (m.in.)
- Ryszard Parulski – szermierz
- Witold Woyda – szermierz
- Andrzej Święcicki – trener łyżwiarstwa szybkiego
- Maria Mączyńska – łuczniczka, olimpijka z Monachium
- Grażyna Pękalska – łuczniczka, rekordzistka świata
- Irena Szydłowska – łuczniczka
- Tomasz Leżański – łucznik
- Anna Hunkiewicz – trener kadry olimpijskiej łyżwiarstwa figurowego